# Aucassin y Nicolette

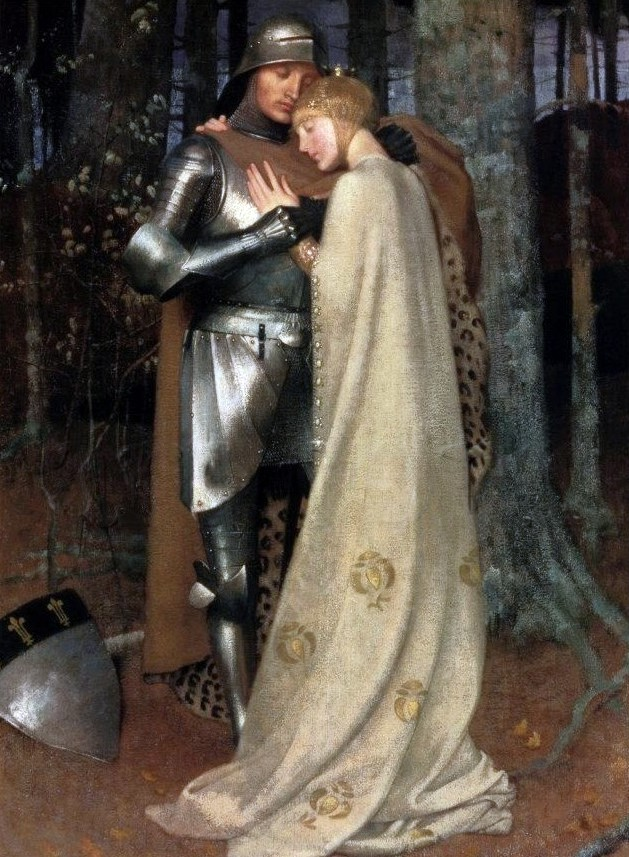
Aucassin and Nicolette, óleo sobre lienzo de Marianne Stokes,.

Aucassin et Nicolette (Aucassin y Nicolette) es una popular chantefable medieval francesa anónima, combinación de prosa y verso. La chantefable combina elementos de los cantares de gesta, los poemas líricos y el amor cortés. Su primera versión conocida ha sido hallada en un manuscrito de finales del siglo XIII, creyéndose que fue compuesto a comienzos del mismo siglo. Generalmente es tomado por un libro de caballerías.